# Teleri

"La plus grande armée arriva la dernière, et on les appelle les Teleri, car ils s’attardèrent sur la route, et n’étaient pas tout à fait d’humeur à passer du crépuscule à la lumière de Valinor. Dans l’eau, ils avaient de grands plaisirs, et ceux qui arrivaient enfin sur les côtes occidentales étaient amoureux de la mer. Les Elfes des mers devinrent donc dans le pays d’Aman, les Falmari, car ils faisaient de la musique à côté des vagues déferlantes."
― Quenta Silmarillion, « De la venue des Elfes et de la captivité de Melkor"

Diagramme de la division des elfes

Les Teleri est un peuple du legendarium de Tolkien. Ils étaient le troisième des clans elfes à entreprendre le Grand Voyage. C’est à eux qu’appartenaient les Teleri valinoréens (connus sous le nom de Falmari), ainsi que les Sindar, les Laiquendi et les Nandor de la Terre du Milieu.
Au début, elles étaient connues sous le nom de Nelyar (« La Troisième »), et étaient la plus grande des trois maisons des Premiers-nés. Selon la légende, ils descendaient d’Enel, le troisième Elfe à se réveiller à Cuiviénen, de son épouse Enelyë et de leurs soixante-douze compagnons ; la moitié des Avari appartenait à l’origine à ce clan,.
Dans les temps anciens, ils s’appelaient eux-mêmes Lindar, ou « Chanteurs », parce qu’ils étaient connus pour leur belle voix.

## Histoire
Selon la légende, le clan a été fondé par Enel, le troisième Elfe à se réveiller à Cuiviénen. Il était accompagné de son épouse Enelyë et de leurs 72 compagnons, et ce clan devint connu sous le nom de Nelyar.

### Pendant le Grand Voyage

Le Grand Voyage

Lorsque les Valar décidèrent d’amener les Quendi à Aman, ils choisirent trois ambassadeurs. Ingwë, Finwë et Elwë s’y rendirent et tentèrent de convaincre leur peuple de faire le voyage. Sur les 74 Nelyar qui se réveillèrent à Cuiviénen, 28 refusèrent et devinrent membres des Avari, « Les Récalcitrants ».
Le clan Teleri était si nombreux qu’il était dirigé à la fois par Elwë et son frère Olwë. Ils étaient les derniers clans à partir, et les seuls qui ne voulaient pas quitter les terres sauvages de la Terre du Milieu et étaient généralement les plus à l’arrière du Grand Voyage. À leurs débuts, ils avaient commencé à fabriquer des radeaux et des bateaux à aubes, et leurs navires devinrent plus grands et plus forts lorsqu’ils eurent besoin de traverser la mer de Rhûn lors de leur voyage vers l’ouest.
Contrairement à leurs frères qui ont traversé Vertbois le Grand, les Teleri ont choisi de le contourner par le sud, après avoir voyagé pendant de nombreuses années, lorsqu’ils ont rejoint les autres clans qui s’étaient installés dans les vallées d’Anduin. Cette terre s’appelait Atyamar, jusqu’à ce qu’elle soit affligée par le mauvais temps et que les elfes doivent reprendre leur voyage. Les Teleri ont fourni des bateaux pour traverser l’Anduin (qui était sauvage et inondé en raison des grandes tempêtes de neige dans les Monts Brumeux). Mais beaucoup s’y opposaient, effrayés par le fleuve et la vue des montagnes. Un groupe dirigé par Lenwë quitta le voyage et se dirigea vers le sud. On les appelait les Nandor (« Ceux qui rebroussent chemin »). Finalement, les autres Teleri passèrent les Monts Brumeux et atteignirent l’est du Beleriand près de la rivière Gelion.
C’est à ce moment-là qu’Elwë tomba amoureux de Melian la Maia et se sépara des Teleri, se tenant seul dans la forêt de Nan Elmoth pendant un long moment, ne faisant que la regarder. Olwë devint leur chef, mais certains Teleri, en particulier les amis et les proches parents d’Elwë, le cherchaient depuis longtemps et refusèrent de continuer leur voyage sans lui, dans l’espoir de le retrouver. Ceux qui en sindarin étaient connus sous le nom d’Eglath car ils ont abandonné le Grand Voyage.
Étant les plus à l’arrière, les Teleri étaient toujours près de Gelion et n’entendirent pas l’appel d’Ulmo lorsque les Vanyar et les Noldor se dirigèrent vers l’Ouest. Lorsqu’ils apprirent que les autres étaient déjà partis, ils se dirigèrent vers les rives du Beleriand, près de l’embouchure du fleuve Sirion, en attendant Ulmo. Le Maia Ossë leur tint compagnie pendant qu’ils attendaient, et devint leur ami. Lorsqu’ils virent la mer pour la première fois, les Teleri en furent amoureux et désirèrent toujours vivre près du rivage, étant nommés « elfes de mer » en Aman.
Plus tard, quand Ulmo arriva à nouveau avec le ferry de l’île, la plupart des Teleri acceptèrent de voyager. Encore une fois, il y en avait qui voulaient rester avec Ossë, et ils devinrent connus sous le nom de Falathrim en sindarin, avec Nowë comme chef.
Sur les 46 Eldar Telerin originaux qui ont commencé le Grand Voyage, seuls 20 d’entre eux sont arrivés en Aman avec leur progéniture, tandis que les 26 autres premiers-nés sont restés en Terre du Milieu sous le nom de Sindar ou Nandor.

### Après le Grand Voyage
L’île a été stabilisée par Ulmo près de la baie d’Eldamar, et elle a été nommée Tol Eressëa, l’île solitaire. Les Teleri y vécurent pendant de nombreuses années jusqu’à ce qu’ils sentent qu’ils devaient voir les autres Eldars qui vivaient à Aman proprement dit. Avec l’aide d’Ossë, ils construisirent des navires et se rendirent sur les côtes d’Aman, où ils habitèrent. C’est là qu’Olwë construisit Alqualondë, la plus grande ville de Teleri, et ses habitants s’unirent aux habitants de Tirion et de Finwë.
Au Beleriand, Elwë et Melian se remirent de leur enchantement. Il a uni les Eglath qui sont restés en arrière, et les Falathrim qui l’ont accepté comme roi du Beleriand. Les habitants d’Elwë et de Nowë sont connus collectivement sous le nom de Sindar. Plus tard, ils furent rejoints par les Laegil, les Nandor, qui reprirent leur voyage vers l’ouest sous la direction de Denethor et arrivèrent en Ossiriand.
Plus tard, lorsque Melkor vola les Silmarils, les Noldor menés par Fëanor demandèrent aux Teleri de les laisser utiliser leurs vaisseaux. Lorsque les Teleri refusèrent, ils prirent les navires par la force, commettant le Premier Massacre fratricide. Pour cette raison, peu ou pas de Teleri rejoignirent l’armée des Valar qui, à la fin du Premier Âge, entreprirent de capturer Morgoth pour de bon. Il est raconté que les Teleri finirent par pardonner aux Noldor pour le meurtre fratricide, et que les deux familles furent à nouveau en paix.
Les Teleri accordaient plus d’importance à l’argent qu’à l’or, et les Noldor admiraient l’orfèvrerie des Teleri.

## Séparation des Teleri
- Falmari, dirigé par Olwë, ils étaient (avec Elwë) les seuls Calaquendi du clan Teleri. Ils vivaient à Tol Eressëa et le long de la côte est d’Eldamar.

- Nandor, ceux qui ont abandonné le Grand Voyage près de la rivière Anduin, menés par Lenwë.
  - Laiquendi, les Elfes d’Ossiriand, qui étaient eux-mêmes des Nandor dirigés par Denethor.
  - Sylvains, les Elfes des bois, principalement dans le royaume boisé de la Forêt Noire et de la Lothlórien.

- Sindar, tous les Teleri qui sont restés au Beleriand. Les Sindar du Beleriand s’appelaient simplement Edhil, ce qui signifie Elfes, et est lié au mot quenya Eldar de la même signification. Elwë était leur roi. Ceux-ci ont ensuite été divisés en :
  - Iathrim[9], ceux qui vivaient à Doriath, le royaume directement gouverné par le roi Thingol, c’est-à-dire Elwë.
  - Falathrim, ceux qui vivaient dans les Falas gouvernés par Círdan.
  - Mithrim[9], ou Sindar du Nord, ceux qui vivaient au nord du Beleriand : à Hithlum, surtout dans la région appelée d’après eux Mithrim, à Dorthonion ou à Nevrast. Ils ont le plus souffert des attaques de Morgoth avant le premier lever du Soleil, et leurs restes ont été en grande partie absorbés par les Noldor qui ont ensuite occupé ces terres.

## Langue
Les Teleri parlaient la langue commune Telerin pendant le voyage, d’où dérivaient le sindarin (avec ses dialectes de Doriathrin, Falathrin et Sindarin du Nord) et le Nandorin, ainsi que le Telerin d’Aman, souvent considéré comme un dialecte du quenya (ne serait-ce qu’en vertu du fait qu’il conservait plus de caractéristiques archaïques de l’Eldarin commun que toute autre langue et restait mutuellement intelligible avec le quenya).

## Étymologie
Teleri est le pluriel de Teler qui signifie « dernier », racine TEL.
Dans Le Silmarillion, le mot Teleri se réfère à la fois au Troisième Clan en général, et à la branche qui s’est rendue à Aman, du point de vue des Vanyar et des Noldor ; en particulier, les Teleri d’Aman s’appelaient Falmari.

## Autres noms
Les noms équivalents des Teleri étaient Nelyar et Lindar. Lindar (Quenya « chanteurs », pron. [ˈlindar]) était le nom par lequel les Teleri s’appelaient eux-mêmes.
Un autre nom était Sindarin Glinnil (chanter Glinnel), un nom qui semble n’avoir été utilisé que par les maîtres du savoir parmi les Eldars.
Les elfes de la mer étaient encore un autre nom des Teleri, en particulier ceux de cette famille qui étaient venus à Aman et avaient habité à Alqualondë (les Falmari), pour leur amour de la mer et leur vénération d’Ulmo. Le nom « Elfes de mer » a été rendu par Veaneldar en Quenya, composé de vea(n) (« mer ») + eldar (« elfes »).
Les Teleri étaient également connus sous de nombreux autres noms : les Cavaliers d’Écume, les Chanteurs du Rivage, les Libres, les Rapides, les Elfes des Flèches (pour leur amour de l’arc et des flèches), les Elfes de la Mer, les Charpentiers de navires, les Guerneaux de cygnes, les Cueilleurs de Perles, les Elfes Bleus et le peuple d’Olwë.

## Autres versions du legendarium
Dans les premières versions de la mythologie de Tolkien (voir : L’Histoire de la Terre du Milieu), ils étaient connus sous le nom de Solosimpi (« Joueurs de flûte des rivages »), tandis que le nom de Teleri était donné au clan d’Elfes connu dans la version publiée du Silmarillion sous le nom de Vanyar.